# Кургаљски резерват природе
Кургаљски резерват природе (рус. Кургальский заказник) заштићено је подручје у категорији резервата природе (МУЗП категорија IV) у западном делу Лењинградске области, на северозападу европског дела Руске Федерације. Административно припада Кингисепшком рејону Лењинградске области и налази се на око 45 километара северозападно од града Кингисепа.
Заштићено подручје обухвата територију површине око 600 км² и чини га територија Кургаљског полуострва и околних острва Нарвског и Лушког залива. На акваторију Финског залива отпада 38.400 хектара, док језера чине 848 хектара површине.
Резерват се одликује високим степеном биодиверзитета и на том подручју обитава око 250 врста птица, 750 врста биљака и 110 врста маховина. Резерват се налази на миграционој рути птица селица и значајно је орнитолошко подручје.